# Mayday Parade

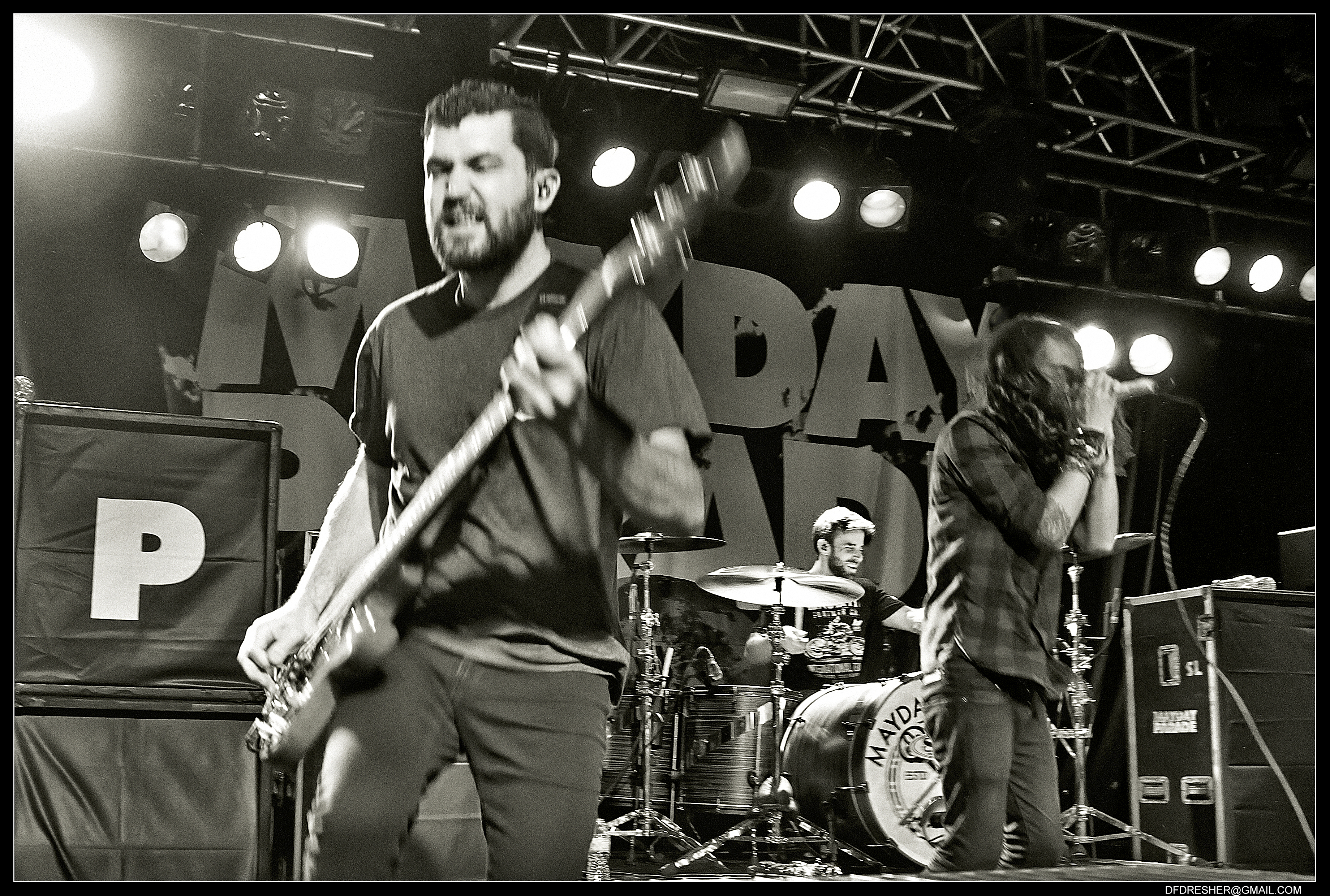
Mayday Parade 2014

Mayday Parade es una banda emo originaria de Tallahassee, Florida, Estados Unidos. Se forman en el momento en que los miembros de Kid Named Chicago y Defining Moment se unieron en el año 2006. Su primer EP, "Tales Told by Dead Friends", fue lanzado en 2006 y vendió más de 50.000 copias sin apoyo.  El 10 de julio de 2007, Mayday Parade lanzó su álbum debut "A Lesson in Romantics". Después de firmar con Fearless Records en 2006, la banda también firmó a la disquera Atlantic Records en 2009. Su segundo álbum de estudio, "Anywhere But Here", fue lanzado en octubre de 2009. y su tercer álbum, titulado Mayday Parade, fue lanzado in octubre de 2011. El cuarto álbum de Mayday Parade, titulado Monsters in the Closet, fue lanzado en octubre de 2013. Su último álbum hasta la fecha Black Lines salió el 9 de octubre de 2015.

## Historia

### Tales Told by Dead Friends,A Lesson in Romanticsy salida de Lancaster ( 2005 - 2008 )
Aún discutiendo sobre qué nombre elegir (indecisos entre Bodacious Unicornio y Metallica), la banda entró en el estudio para grabar su primer EP Tales Told by Dead Friends con el productor Lee Dyess. Durante la semana que pasaron a grabar en el estudio, se decidieron por el nombre Mayday Parade. La banda entró en su primera gira por EE. UU. con Brandtson y Mêlée, y luego en otra excursión con Plain White T's poco después del lanzamiento del EP.
En enero de 2007, la banda comenzó a grabar su álbum debut de estudio,  A Lesson in Romantics . En abril, poco después de que se completó el álbum Jason Lancaster dejó la banda por motivos personales. El álbum fue lanzado el 11 de julio de 2007. Mayday Parade apoyó su álbum en el Warped Tour 2007. La banda hizo su primera aparición en Reino Unido en abril de 2008 se realiza en el Give it a Name festival en Sheffield y Londres. La banda tocó en el Warped Tour 2008 y estuvieron en giras con All Time Low, The Maine y Every Avenue en el otoño de 2008 en la gira Compromising of Integrity, Morality, and Principles in Exchange for Money.

### Anywhere but Here (2009-2010)
La banda comenzó a escribir su nuevo disco en diciembre de 2008, el primer proceso de la escritura como una banda sin el letrista Lancaster. La banda terminó la grabación en junio de 2009. La pista de título, "Anywhere but Here", fue publicado en su MySpace el 28 de julio, junto con un blog explicando que el primer sencillo del nuevo disco se llamará "The Silence", y sería lanzada el 11 de agosto de 2009. El 4 de agosto, "The Silence", fue lanzado en el MySpace de Mayday Parade y a través de iTunes. El 9 de septiembre, Mayday Parade lanzó otra canción del álbum llamado "Kids in Love" a su página de MySpace. El nuevo álbum, titulado Anywhere But Here, fue lanzado el 6 de octubre de 2009.
Mayday Parade coencabezó la gira Fall Ball de 2009 con The Academy Is..., con gurpos soporte como You Me At Six, The Secret Handshake y Set Your Goals. En 2010 coencabezaron el Take Action Tour de ese año junto con We the Kings, A Rocket to the Moon, There for Tomorrow y Stereo Skyline. En marzo y abril de 2010 se unieron a Madina Lake en su gira por el Reino Unido junto a We Are the Ocean . La banda tocó en el Vans Warped Tour 2010. 
Mayday Parade realizó un cover de la canción " We Are the Champions " de Queen para el álbum recopilatorio Punk Goes Classic Rock, lanzado el 27 de abril de 2010. También grabaron una versión de " In My Head ", de Jason Derülo para la próxima versión de la franquicia, Punk Goes Pop 3, que fue lanzado el 2 de noviembre de 2010.
En septiembre del 2010 la banda participó en la gira Fearless Friends, donde fueron el acto principal, acompañados por bandas que estuvieron como actos de soporte, las bandas fueron Go Radio, Breathe Carolina, y Every Avenue. Durante ese tour el anterior vocalista, Jason Lancaster, se unió en ocasiones al vocalista, Derek Sander, para cantar a dueto la canción Miserable at Best.

### Valdosta EP y Mayday Parade (2011-2012)
En 2011, la banda lanzó un EP titulado Valdosta (nombrado después de Valdosta, GA), que contenía seis canciones, incluyendo 2 nuevas canciones tituladas "Amber Lynn" y "Terrible Things". El EP contiene versiones acústicas de "Kids in Love" y "Brusied and Scarred" de su segundo álbum de estudio de larga duración Anywhere but Here, "Your Song" de Tales Told by Dead Friends y "Jamie All Over" de A Lesson in Romantics. Valdosta fue lanzado a través de Atlantic y Fearless Records el 8 de marzo de 2011. El 10 de marzo, Songkick reconoció a Mayday Parade como la banda más trabajadora del 2010, con 194 reservas y 74,000 millas registradas en todo el año, con Willie Nelson y Lady Gaga ocupando el N º 7 y N º 8 en comparación. Mayday Parade asistió las fechas del festival australiano Soundwave Festival del 2009. La banda también tocó en el Slam Dunk Festival (tanto del Norte como del Sur) en Leeds y Hatfield (Reino Unido) el 28 y 29 de mayo de 2009, coincidiendo con su gira por Reino Unido con A Rocket to the Moon  y We Are In the Crowd.
Escrito por la banda en una casa de playa en Panacea, Florida, el disco homónimo fue producido por Zack Odom y Kenneth Mount, quienes también produjeron A Lesson in Románticos. Kenneth Mount Twitter una foto de lista de pistas tentativo del álbum el 13 de abril de 2011. El vocalista Derek Sanders también declaró que "Oh Well, Oh Well" probablemente sería la primera pista. Cuatro días más tarde, Jake Bundrick, el baterista de Mayday Parade, tuiteó para confirmar que su tercer álbum de larga duración se había completado. El 6 de julio de 2011, Mayday Parade anunció que lanzará su nuevo álbum homónimo, el 4 de octubre de 2011. También lanzaron la lista de canciones, revelando que el álbum tenía 12 canciones. El 27 de julio, Mayday Parade estrenó la pista "Oh Well, Oh Well" por primera vez en línea en Alternative Press. El 4 de septiembre, que fue publicada en la página de Mayday Parade Facebook que sería la liberación de una canción del nuevo álbum, llamado "When You See My Friends" a través de iTunes el 9 de septiembre. Esto fue anunciado, seguido de una serie de fotos de la banda con subtítulos, con la letra de la canción.
El 4 de octubre de 2011 Mayday Parade lanzó su nuevo álbum homónimo, que rápidamente alcanzó el número 5 en la lista de álbumes de iTunes. También el 5 de octubre de 2011 Mayday Parade lanzó su nuevo video musical de "Oh Well, Oh Well" Dirigida porThunder Down Country. El video animado ganó el premio IndieStar TV al Mejor Video musical de 2011. El 4 de abril de 2012, la banda lanzó el video musical para el sencillo "Stay". El 1 de mayo de 2012, el álbum debut "A Lesson in Romantics" fue lanzado en vinilo. Había un conjunto de 1.500 conjuntos álbum "Primera edición" que contó con el vinilo de color rojo en lugar del negro tradicional. El 22 de julio de 2012 en un mensaje de vídeo a través de Alternative Press vocalista Derek Sanders dijo que la banda iba a comenzar a escribir un nuevo álbum en diciembre o enero. Junto con el músico de rock californiano Vic Fuentes trazaron con una versión de "Somebody That I Used to Know" de Gotye, que está en el quinto álbum de la serie "Punk Goes Pop..." Rockcharts de Estados Unidos.

### Monsters in the Closet (2013-2014)
El 10 de enero de 2013, la banda anunció que se dirigirán de nuevo al estudio para lanzar su cuarto álbum de estudio, Monsters in the Closet, a través de Fearless Records. Estará disponible en otoño de 2013. Mayday Parade ha grabado 15 temas con la intención de poner 12 en el álbum, los 3 restantes podrían ser utilizados como B-Sides. El 26 de junio de 2013, Jake Bundrick publicó en Twitter que la banda había terminado de grabar el álbum. El 29 de julio de 2013, Mayday Parade anunció que serán cabeza de cartel del Glamour Kills Tour de 2013 y que su próximo cuarto álbum se titula Monsters in the Closet y se dará a conocer el 8 de octubre de 2013.
El 21 de agosto de 2013, la lista de canciones del álbum de publicación. El 27 de agosto de 2013, la banda lanzó su primer sencillo "Ghosts"  del álbum, Monsters in the Closet. El 17 de septiembre de 2013, la banda lanzó su segundo "Girls". Individuales El 2 de octubre de 2013, la banda lanzó un adelanto de su próximo álbum. El 8 de octubre de 2013, el CD "Monsters In The Closet" fue puesto en libertad. El 18 de noviembre de 2013, el video de "Ghosts" fue lanzado. Estarán en el Warped Tour en el verano de 2014.

## Miembros
Miembros actuales
- Derek Sanders - voz, piano (2005-presente)
- Alex García - guitarra solista (2005-presente)
- Brooks Betts - guitarra rítmica (2005-presente)
- Jeremy Lenzo - bajo (2005-presente), coros  (2007-presente)
- Jake Bundrick - batería, percusión (2005-presente), coros  (2007-presente)

Miembros anteriores
- Jason Lancaster - voz, guitarra rítmica (2005-2007)

Linea del tiempo

## Discografía

### Álbumes de estudio
| Año  | Álbum                                                              | Posiciones en los Charts | Posiciones en los Charts | Posiciones en los Charts | Ventas  |
| Año  | Álbum                                                              | 200                      | HEAT                     | IND                      | Ventas  |
| ---- | ------------------------------------------------------------------ | ------------------------ | ------------------------ | ------------------------ | ------- |
| 2007 | A Lesson in Romantics - Lanzamiento: 10 de julio de 2007           | –                        | 8                        | 31                       | 140,000 |
| 2009 | Anywhere but Here - Lanzamiento: 6 de octubre de 2009              | 31                       | -                        | -                        | -       |
| 2011 | Mayday Parade - Lanzamiento: 4 de octubre de 2011                  | 12                       | -                        | 2                        | 75,000+ |
| 2013 | Monsters in the Closet - Lanzamiento: 8 de octubre de 2013         | -                        | -                        | -                        |         |
| 2015 | Black Lines - Lanzamiento: 9 de octubre de 2015                    | -                        | -                        | -                        |         |
| 2018 | Sunnyland - Lanzamiento: 15 de junio de 2018                       | -                        | -                        | -                        |         |
| 2021 | What It Means to Fall Apart - Lanzamiento: 19 de noviembre de 2021 | -                        | -                        | -                        |         |
| 2025 | Sweet - Lanzamiento: 18 de abril de 2025                           | -                        | -                        | -                        |         |

### EP
| Año  | Título                                                           | Posiciones en los Charts | Posiciones en los Charts | Posiciones en los Charts | Ventas |
| Año  | Título                                                           | 200                      | HEAT                     | IND                      | Ventas |
| ---- | ---------------------------------------------------------------- | ------------------------ | ------------------------ | ------------------------ | ------ |
| 2006 | Tales Told by Dead Friends - Lanzamiento: 7 de noviembre de 2007 | –                        | –                        | –                        | 58,000 |
| 2011 | Valdosta - Lanzamiento: 8 de marzo de 2011                       | 127                      | –                        | –                        | -      |